# Examnes affinis
Examnes affinis är en skalbaggsart som beskrevs av Charles Joseph Gahan 1900. Examnes affinis ingår i släktet Examnes och familjen långhorningar. Inga underarter finns listade i Catalogue of Life.